# العلاقات الوسط إفريقية الكازاخستانية
العلاقات الوسط أفريقية الكازاخستانية هي العلاقات الثنائية التي تجمع بين جمهورية أفريقيا الوسطى وكازاخستان.

## مقارنة بين البلدين
هذه مقارنة عامة ومرجعية للدولتين:
| وجه المقارنة                                              | جمهورية أفريقيا الوسطى      | كازاخستان                      |
| --------------------------------------------------------- | --------------------------- | ------------------------------ |
| المساحة (كم2)                                             | 622.98 ألف                  | 2.72 مليون                     |
| عدد السكان (نسمة)                                         | 4.66 مليون                  | 17.95 مليون                    |
| الكثافة السكانية (ن./كم²)                                 | 7.48                        | 6.6                            |
| العاصمة                                                   | بانغي                       | نور سلطان                      |
| اللغة الرسمية                                             | لغة فرنسية، اللغة السانغوية | اللغة القازاقية، اللغة الروسية |
| العملة                                                    | فرنك وسط أفريقي             | تينغ كازاخستاني                |
| الناتج المحلي الإجمالي (بليون دولار)                      | 1.95 مليار                  | 159.41 مليار                   |
| الناتج المحلي الإجمالي (تعادل القوة الشرائية) بليون دولار | 3.03 مليار                  | 439.39 مليار                   |
| الناتج المحلي الإجمالي الاسمي للفرد دولار أمريكي          | 323                         | 10.51 ألف                      |
| الناتج المحلي الإجمالي للفرد دولار أمريكي                 | 594                         | 24.23 ألف                      |
| مؤشر التنمية البشرية                                      | 0.350                       | 0.788                          |
| رمز المكالمات الدولي                                      | +236                        | +7                             |
| رمز الإنترنت                                              | .cf                         | .kz، .қаз ‏                     |
| المنطقة الزمنية                                           | ت ع م+01:00                 | ت ع م+05:00، ت ع م+06:00       |

## منظمات دولية مشتركة
يشترك البلدان في عضوية مجموعة من المنظمات الدولية، منها:
| علم المنظمة | اسم المنظمة                               | تاريخ انضمام جمهورية أفريقيا الوسطى | تاريخ انضمام كازاخستان |
| ----------- | ----------------------------------------- | ----------------------------------- | ---------------------- |
|             | الاتحاد البريدي العالمي                   | ?                                   | ?                      |
|             | يونسكو                                    | 11 نوفمبر 1960                      | 22 مايو 1992           |
|             | البنك الدولي للإنشاء والتعمير             | 10 يوليو 1963                       | 23 يوليو 1992          |
|             | وكالة ضمان الاستثمار متعدد الأطراف        | 8 سبتمبر 2000                       | 12 أغسطس 1993          |
|             | الاتحاد الدولي للاتصالات                  | 2 ديسمبر 1960                       | 23 فبراير 1993         |
|             | منظمة الشرطة الجنائية الدولية             | ?                                   | ?                      |
|             | مؤسسة التمويل الدولية                     | 1 أبريل 1991                        | 30 سبتمبر 1993         |
|             | الأمم المتحدة                             | 20 سبتمبر 1960                      | 2 مارس 1992            |
|             | مؤسسة التنمية الدولية                     | 27 أغسطس 1963                       | 23 يوليو 1992          |
|             | الفريق المعني برصد الأرض                  | ?                                   | ?                      |
|             | منظمة حظر الأسلحة الكيميائية              | ?                                   | ?                      |
|             | المركز الدولي لتسوية المنازعات الاستشارية | 14 أكتوبر 1966                      | 21 أكتوبر 2000         |

## وصلات خارجية
- موقع وزارة الخارجية الكازاخستانية